# Jezero
Jezero (en cirílico serbio Језеро, literalmente en bosnio Lago) es una municipalidad (općina) localizada en la región de Banja Luka, en la República Srpska, en Bosnia y Herzegovina.

## Localidades
Esta municipalidad de la República Srpska, localizada en Bosnia y Herzegovina se encuentra subdividida en las siguientes localidades a saber:
1. Barevo
2. Borci
3. Čerkazovići
4. Đumezlije
5. Drenov Do
6. Jezero
7. Kovačevac
8. Ljoljići
9. Perućica
10. Prisoje

## Geografía
La municipalidad de Jezero se encuentra ubicada entre los municipios de Mrkonjić Grad hacia el norte-oeste, entre Jajce en el este, y también entre Šipovo hacia el sur.

## Demografía
Si se considera que la superficie total de este municipio es de 65,4 kilómetros cuadrados y su población está compuesta por unas ochocientos treinta y cuatro personas, se puede estimar que la densidad poblacional de esta municipalidad es de trece habitantes por cada kilómetro cuadrado de esta división administrativa.